# オーマイガー
『オーマイガー』は、2011年4月から千葉テレビ放送で毎週水曜日10:30-11:00に放送されていたバラエティ番組である。ゼルプロダクション制作。
別名『ななめ45°とドラゴンアットマークのオーマイガー』
劇団ドラゴンアットマークがAとBの2チームに分かれて企画をプレゼンテーションして、そのどちらかの企画にお笑いグループななめ45°が挑む。
毎回野外ロケが行われる。

## 出演
- ななめ45°
- 森本亜美
- 疋田紗也
- 神田明子
- 藍田舞
- 井上あみな
- ほしの智世

- 花月叶
- 朝比奈ゆうひ
- MA-KU
- Shaka
- MITON
- ドラゴンアットマーク

## 企画・ロケ

### Saya&Ami s Discovery
- 東京ドイツ村
- 青根緑の休暇村センター
- 日光江戸村